# Tush kyiz

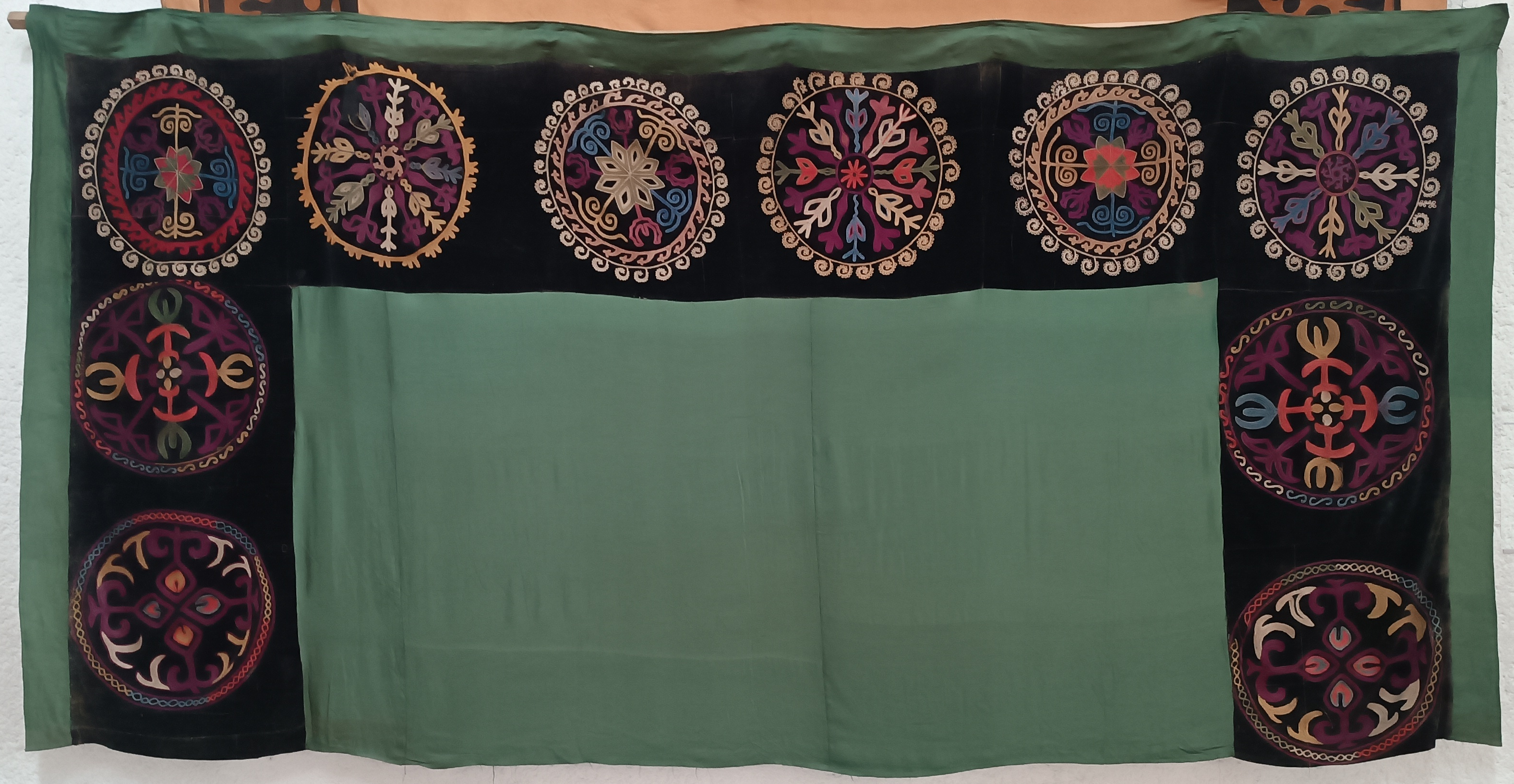
Tush kyiz.

Tush kyiz son tapices grandes bordados, fabricados tradicionalmente en Kirguistán y Kazajistán, por mujeres mayores para conmemorar el matrimonio de un hijo o hija.
Los colores y diseños son elegidos para simbolizar las tradiciones de Kirguistán y la vida rural. Las flores, plantas, animales, cuernos estilizados, dibujos nacionales y emblemas de la vida en Kirguistán se encuentran a menudo en estos bordados onrnamentales y coloridos. Los diseños a menudo son firmados tras completar el trabajo, que puede tomar años en terminarse. El tush kyiz se cuelga en la yurta de la cama matrimonial de la pareja, y simboliza su orgullo en la tradición de Kirguistán.
Los tush kyiz han sido una tradición familiar entre las personas de Kirguistán durante siglos, pero entre las últimas dos generaciones, la tradición se ha limitado a las mujeres rurales. Los shyrdaks, todavía se siguen haciendo debido a que siempre han sido un artículo de venta para el público en general. Los tush kyiz, por otra parte, han sido creados como una reliquia familiar personal, que simboliza a una pareja de recién casados su unión con la familia, la tradición regional y nacional.